# 虢郡
虢郡，中国隋朝时设置的郡。
义宁元年（617年）置，治所在今河南省卢氏县。辖境相当今河南省灵宝市东南部和卢氏县。唐朝武德元年（618年）改虢州。